# Estación de Chirivella-El Alter
Chirivella-El Alter (en valenciano: Xirivella-L'Alter) fue un apeadero ferroviario situado en el municipio español de Chirivella. Las instalaciones ferroviarias se encuentran situadas junto a la intersección de la Avenida del Turia y la Avenida de la Constitución, cerca del Parque del Alter de Chirivella (Valencia), del que toma el nombre.
Originalmente formó parte de línea Valencia-Liria, desmantelada a partir del tramo comprendido entre Chirivella y Liria. Fue cabecera de la línea C-4 de Cercanías Valencia desde 2007, habiendo sido parte de esta línea desde 1992. La supresión del servicio se produjo en 2020, como consecuencia de la crisis provocada por la Covid-19. En principio de forma provisional, dicha suspensión del servicio no se ha reactivado con el paso del tiempo, considerándose suprimida a todos los efectos desde finales de 2021. Desde el Adif, se ha puesto a disposición del Ayuntamiento de Chirivella la infraestructura de la estación y el ramal ferroviario de la línea 314 - Chirivella-Valencia San Isidro para su desmantelamiento dado que no se plantea la recuperación del servicio.

## Situación ferroviaria
La estación formó parte de la línea férrea de ancho ibérico Chirivella-Valencia San Isidro, situada en el punto kilométrico 1,9. Originalmente formó parte de la línea Valencia-Liria. El tramo era de vía única sin electrificar.

## Historia
La estación, en malas condiciones, está cerrada al público y no circulan trenes debido a la suspensión del servicio de la Línea C-4 desde el 3 de abril de 2020. Las vías, en dirección a la ya desmantelada sección de la línea hacia Líria, finalizan actualmente en Chirivella El Alter con una topera al finalizar el espacio del apeadero.
El único proyecto referente a la línea Línea C-4 consiste en la construcción de una nueva parada en la línea Línea C-3 a 200m de la parada actual de Chirivella-El Alter situada entre las estaciones de Valencia-San Isidro y la de Chirivella-Alquerías. Con esta obra, se pretende desmantelar por completo la Línea C-4 y permitir su integración en la Línea C-3

## Distribución de las vías
| Vía | Trenes y destinos   |
| --- | ------------------- |
| 1   | Valencia-San Isidro |

## Líneas y conexiones
| origen/destino      | < estación          | línea | estación > | origen/destino |
| ------------------- | ------------------- | ----- | ---------- | -------------- |
| Valencia-San Isidro | Valencia-San Isidro |       | terminal   | terminal       |